# Пыряседаяха
Пыряседаяха (устар. Пыря-Сяда-Яха) — река в России, протекает по Ямало-Ненецкому АО. Устье реки находится в 76 км по правому берегу реки Нгарка-Пыряяха. Длина реки составляет 13 км.

## Данные водного реестра
По данным государственного водного реестра России относится к Нижнеобскому бассейновому округу, водохозяйственный участок реки — Надым. Речной бассейн реки — Надым.
Код объекта в государственном водном реестре — 15030000112115300052044.